# Egor Zykov
Pas d'image ? Cliquez ici

a Compétitions nationales et continentales officielles uniquement.

b Matchs officiels uniquement.
Dernière mise à jour le 04/08/2021.
Iegor Zykov (en russe : Егор Вячеславович Зыков — Egor Viatcheslavovitch Zykov), né le 11 janvier 1993, est un joueur russe de rugby à XV qui évolue au poste de deuxième ligne. Il s'agit aussi d'un ancien joueur de hockey sur glace.

## Biographie
Enfant, il commence le sport par le hockey sur glace. Prometteur, il quitte sa ville natale de Krasnoïarsk pour intégrer le centre de formation du Sibir Novossibirsk à l'âge de 14 ans, puis il rejoint l'académie de l'Atlant Mytichtchi. L'expérience ne donne pas satisfaction, et il rentre à Krasnoïarsk, où il intègre l'équipe junior du Sokol Krasnoïarsk, le Krasnoïarskie Ryssi dans la MHL B. Il aura l'occasion de disputer trois matchs professionnels avec le Sokol en VHL lors de la saison 2012-2013, mais n'arrivant pas à percer, il arrêtera le hockey au terme de la saison suivante. 
Il commence le rugby à l'âge de 21 ans, sa carrière de hockeyeur derrière lui. Il entre au Ienisseï-STM, en tant que joueur amateur au sein de la réserve du club. En parallèle, il travaille en tant qu'agent de sécurité. Il commence à avoir un peu de temps jeu avec l'équipe première, puis est prêté au Metallourg Novokouznetsk pour l'exercice 2015. À la suite de son prêt, il est débauché par l'autre club de Krasnoïarsk, Krasny Iar. Malheureusement il se blesse gravement lors de son deuxième match, et sera absent six mois. En manque de temps de jeu, il décide de quitter le club en 2018. Il rebondit au VVA Podmoskovie, et s'impose rapidement comme titulaire, étant le joueur le plus utilisé du club lors de la saison 2019. À la suite de ces bonnes performances, il est intégré à l'équipe de Russie de rugby à XV fin 2019 pour un stage et un match non officiel face aux Sharks. Il connaîtra sa première vraie sélection face à l'Espagne quelques semaines plus tard.
En avril 2021, il annonce quitter le VVA avant la fin de saison. Il rejoint à l'intersaison le RC CSKA Moscou, club ambitieux qui vise le haut de tableau. Mais l'équipe fait faillite au terme de la saison. Il rebondit alors au Strela Kazan.

## Carrière (rugby à XV)

### En club
- 2014-2015 : Enisey-STM
- 2015 : →Metallourg Novokouznetsk
- 2016-2018 : Krasny Iar
- 2018-2021 : VVA Podmoskovie
- 2021-2022 : RC CSKA Moscou
- Depuis 2022 : Strela Kazan

## Statistiques (rugby à XV)

### En sélection
| Année | Compétition | Matchs | Points | Essais | Transf. | Drops | Pénal. |
| ----- | ----------- | ------ | ------ | ------ | ------- | ----- | ------ |
| 2020  | REC 2020    | 3      | 5      | 1      | -       | -     | -      |
| Total | Total       | 3      | 5      | 1      | -       | -     | -      |

| Essai | Adversaire | Lieu                    | Compétition | Date        | Résultat | Score |
| ----- | ---------- | ----------------------- | ----------- | ----------- | -------- | ----- |
| 1     | Roumanie   | Stade Kouban, Krasnodar | REC 2020    | 7 mars 2020 | Victoire | 32-25 |